# 宮水

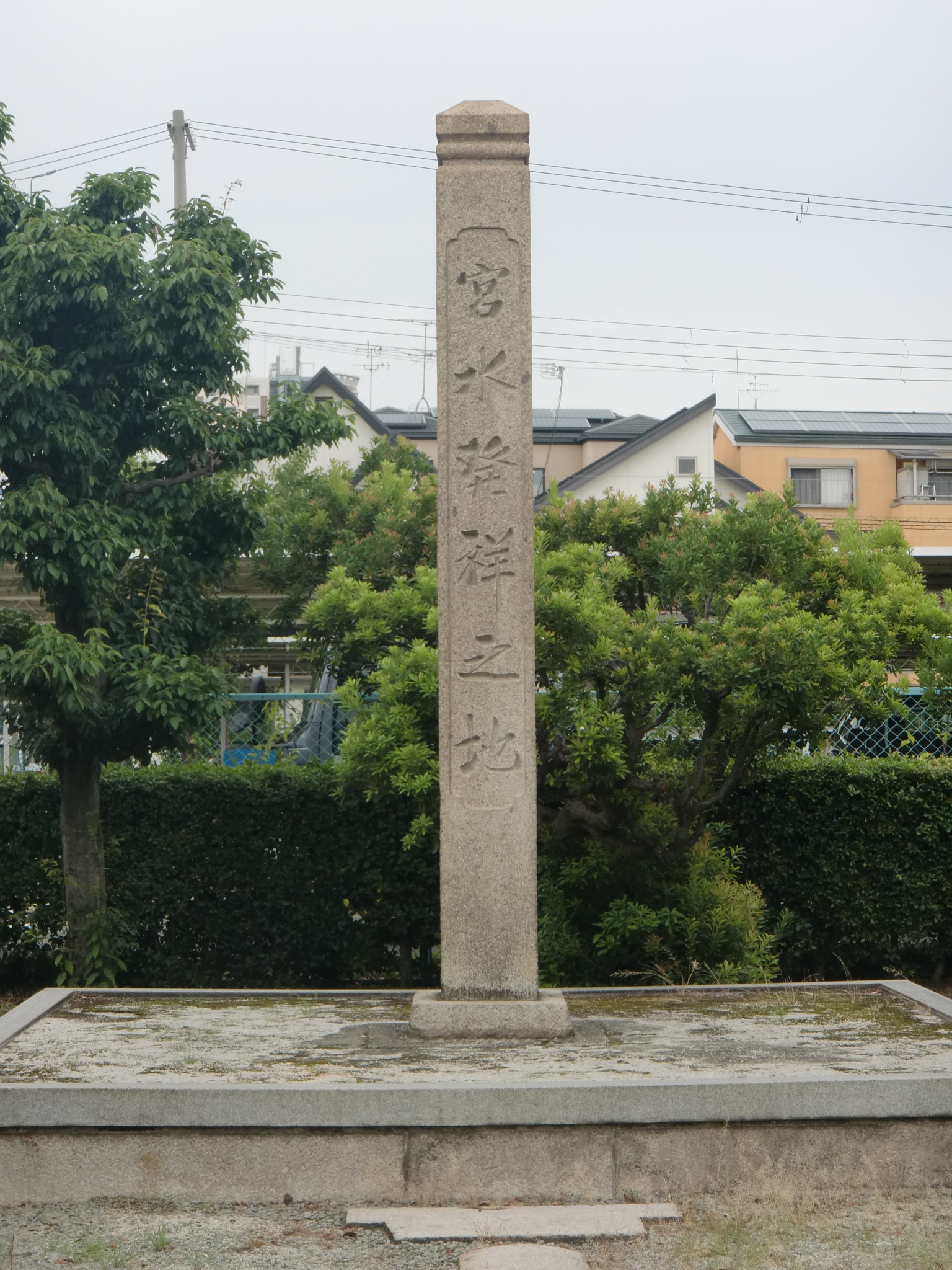
西宮市久保町にある宮水発祥の地の碑、周辺には有名酒造会社の井戸が立ち並ぶ

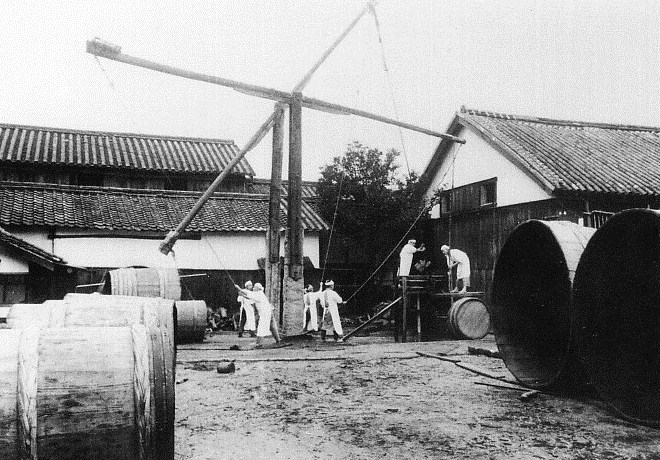
明治時代の酒蔵の井戸

宮水（みやみず）とは、今の兵庫県西宮市の西宮神社の南東側一帯から湧出する、日本酒つくりに適していると江戸時代後期から知られている水。灘五郷の酒造に欠かせない名水として知られる。硬度が高く、カリウムやリンの含有量が多く、鉄分が少ない特徴がある。宮水を守るため、水質保全活動が以前からなされている。

## 由来
天保8年（1837年）、一説には天保11年（1840年）、櫻正宗の六代目蔵元であった山邑太左衛門（やまむらたざえもん）が摂津国西宮（現兵庫県西宮市）で発見したとされる。山邑太左衛門は西宮と魚崎（現神戸市東灘区）で造り酒屋を営んでいたが、双方で造る酒は味が異なった。西宮で造る酒の良質な味の原因について、彼は「同地にある梅ノ木蔵の「梅ノ木井戸」の水にある」と結論づけた。これが「宮水の発見」とされる。
当初、｢西宮の水」と言っていたが、やがて略されて「宮水」と呼ばれるようになった。
以後、灘の酒蔵は競ってこの地の水を使うようになったが、井戸を掘っても同じ水脈に当たらない酒蔵もあった。そのため、地域の農民らが井戸を掘り、酒蔵に宮水を売るようにもなった。西宮に特有のこの商売をさして「水屋」といった。

## 成分
かつて海だった地域を流れる法安寺伏流と札場筋伏流、夙川を起源とする戎伏流の3つの水流が合流して湧出する。法安寺伏流と札場筋伏流は、カリウム、リンなどを多く含む一方で、戎伏流は酸素を多く含み、水中の鉄分が酸化鉄となるため、鉄分の含有量が少ない。これらの伏流水が合流することで、ミネラルが豊富で鉄分が少ない宮水が形成される。水質は、ドイツ硬度で8°dH前後の中硬水で、軟水の多い近畿地方では珍しい（日本国内では関東地方の水に近い硬度である）。
宮水に多く含まれるカリウムやリンは、麹や酵母の栄養分となり、酵素の作用を促進する。また、酒造りの水には少量の塩分の含有が好まれるが、宮水は塩分も多い。逆に、酒造りに害となる鉄分は、宮水では0.001ppmと少ない（鉄分は酒の色や味の仕上がりを損なう。一般的に日本の水の鉄分含有量はだいたい0.02ppm程度）。

## 保全活動
幕末以後、宮水は昭和時代初期までに「播州米に宮水、丹波杜氏に六甲颪（ろっこうおろし）、男酒の灘の生一本」の名声を得る上で欠かせない原料となった。しかし、昭和中期以降に高度経済成長の時代を迎え、西宮も阪神工業地帯の真っ只中にあることから宮水の汚染が危惧された。この時期の何回かの調査で水質の汚濁があったことも判明し、酒郷組合等は宮水保全のための努力を継続して行ってきた。
例えば、阪神高速3号神戸線の橋脚は宮水地帯付近では間隔が極めて広く取られたほか、阪神西宮駅高架化の際にも影響がないかを確認するために少しずつ工事を進めては水質に影響が出ていないか確認を繰り返したため、着工から完成まで20年以上も要するなど、宮水の保全と産業発展の両立が図られている。
灘五郷酒造組合は水資源委員会を設置し、西宮市は宮水保全条例を制定するなどの保全活動も行われている。その結果、阪神工業地帯の真ん中に位置するにもかかわらず、奇跡的な保全状態が保たれ、環境省の名水百選にも選ばれた。